# Google Hacking Database
De Google Hacking Database, veelal afgekort als GHDB, is een gegevensbank waarin informatie beschikbaar is die door beveiligingsmedewerkers en hackers gebruikt kan worden. De informatie is gevonden met behulp van de zoekmachine Google. In het Engels wordt het vinden van informatie waarmee kwetsbaarheden van servers en websites gevonden kan worden met behulp van Google Google hacking genoemd. De website van de Google Hacking Database wordt onderhouden door beveiligingsdeskundige Johnny Long en Hackers for Charity.
In de database bevindt zich allerlei informatie die bij het inbreken op computersystemen gebruikt kan worden, zoals foutmeldingen waarin te veel details staan, mappen die eigenlijk afgeschermd zouden moeten zijn, softwareversies waarvan bekend is dat ze kwetsbaar zijn en zelfs inloggegevens zoals gebruikersnamen en wachtwoorden. Deze informatie wordt doorgaans met geavanceerde zoekopdrachten gevonden, waarbij bijvoorbeeld specifiek in een URL of de inhoud van een HTML-pagina wordt gezocht.
Op de voorpagina van de website van de Google Hacking Database wordt denigrerend gerefereerd aan googledorks. Dit zijn mensen die volgens de site dwaas of lichtzinnig zijn, omdat kwetsbaarheden in hun systemen via Google gevonden kunnen worden.
Volgens GHDB zelf bevat de database meer dan 15.000 exploits van kwetsbaarheden. Deze informatie wordt mede gevonden op grond van informatie die gepubliceerd wordt in beveiligingsadviezen. Als in een beveiligingsadvies bijvoorbeeld sprake is van een bestand met de naam clsUploadtest.asp waar een kwetsbaarheid in zit, kan gezocht met Google gezocht worden met een zoekopdracht als inurl:"clsUploadtest.asp". De zoekmachine zal dan de namen van websites tonen waarbij dit bestand in de URL aanwezig is.
In de gegevensbank bevindt zich ook veel gerelateerde informatie over beveiliging, zoals artikelen en andere publicaties.